# 罗歇-伊夫·博斯特
罗歇-伊夫·博斯特（法語：Roger-Yves Bost，1965年10月21日—），法国男子马术运动员。他曾代表法国参加1996年和2016年夏季奥林匹克运动会马术比赛，其中2016年奥运会获得一枚金牌。